# Route nationale 827
Pour les articles homonymes, voir Route 827.
La route nationale 827 ou RN 827 est une ancienne route nationale française reliant Pithiviers (Loiret) à Connerré, près du Mans (Sarthe).
À la suite de la réforme de 1972, elle est déclassée en RD 927 dans le Loiret, en Eure-et-Loir et en Loir-et-Cher et en RD 302 dans la Sarthe. Un petit tronçon entre la sortie d'Allaines et l'échangeur de l'autoroute A 10 est reclassé en RN 254 en 1997.

## Tracé, départements et communes traversés

### Loiret (D 927)
- Pithiviers
- Pithiviers-le-Vieil
- Châtillon-le-Roi
- Bazoches-les-Gallerandes
- Chaussy

### Eure-et-Loir (D 927)
Les communes traversées dans le département sont :
- Toury, où elle croise l'ancienne route nationale 20, renommée RD 2020 ;
- Janville-en-Beauce, D 927 - N 254 - D 927, Janville, Le Puiset, Allaines-Mervilliers ;
- Orgères-en-Beauce ;
- Cormainville, où elle croise la RD 935 ;
- Varize ;
- Civry ;
- Jallans ;
- Châteaudun ;
- Saint-Denis-les-Ponts ;
- Courtalain ;
- Arrou ;
- Chapelle-Royale, où elle croise la RD 921 ;
- La Bazoche-Gouet ;
- Chapelle-Guillaume.

### Sarthe (D 302)
- Melleray
- Vibraye
- Lavaré
- Dollon
- Thorigné-sur-Dué
- Connerré D 302